# Herrie in Huize Gerri
Herrie in Huize Gerri is een Nederlandse komische film uit 2021, geregisseerd door acteur Frank Lammers. De film is het vervolg op Groeten van Gerri uit 2020.

## Verhaal
Na de gebeurtenissen van Groeten van Gerri, hebben Gerri en de inmiddels zwangere Anneke hun flat in Eindhoven verkocht. Het tweetal woont tijdelijk op een bungalowpark. Als per toeval Gerri zijn oud-leerling Lenny tegenkomt, brengt deze hem op het idee om een realityprogramma te maken over hun leven, om zo makkelijk geld te kunnen verdienen om hun droomhuis te kopen. Maar wanneer Gerri corona krijgt en in de bungalow in quarantaine moet, leveren hij en de zwangere Anneke niet echt spectaculaire televisie op. Om het programma te redden besluit regisseur Reggi zich in de situatie te mengen, waarbij zijn invloed de relatie van Gerri en Anneke nog meer onder druk zet.

## Rolverdeling
| Acteur          | Personage           |
| --------------- | ------------------- |
| Frank Lammers   | Gerri van Vlokhoven |
| Sanne Langelaar | Anneke / Chanana    |
| Rico Verhoeven  | Reggi               |
| Kees Boot       | Ra-Oul              |
| Giorgio Sanches | Lenny               |
| Peter Heerschop | Olaf                |
| Fedja van Huêt  | Jos                 |
| Joost Prinsen   | Wilhelm             |
| Hajo Bruins     | TV Baas             |
| Isa Lammers     | Isa                 |

## Muziek
- Carrousel - Diggy Dex (wordt gespeeld in de openingsscène)
- Dagen Van Goud - Frank Lammers (wordt gespeeld op de radio als Gerri het ontbijt klaarmaakt)
- Love me just a little bit more - Dolly Dots (wordt gespeeld als Gerri gaat winkelen voor Anneke's sultana's)
- Don't You Go - Lucas Hamming (wordt gespeeld toen ze het huis splitsten om Gerri in quarantaine te plaatsen)
- Slaapliedje - Acda en De Munnik (wordt gespeeld aan het einde van de film, wanneer Cherri wordt geboren)